# Old House (Cutchogue)
La Old House (littéralement : Vieille maison) est une maison historique située à Cutchogue, dans le comté de Suffolk, État de New York, aux États-Unis. Le bâtiment est « notable comme étant l'un des exemples survivants les plus remarquables de l'architecture domestique anglaise en Amérique ». La maison est actuellement un musée.

## Historique
La maison a été construite en 1649 à Southold (État de New York) par John Budd sur un terrain près d'un étang situé à l'est de la ville et connu depuis sous le nom de « Budd Pond » (étang de Budd). Sa fille, Anna, et son mari, Benjamin Horton, ont reçu la maison en 1658 comme cadeau de mariage et l'ont déménagé à son emplacement actuel dans le village de Cutchogue en 1661.
Parker Wickham (en) (28 février 1727 - 22 mai 1785), un politicien loyaliste lors de la révolution américaine et banni de l'État de New York dans des circonstances douteuses, a été propriétaire de la demeure et y a vécu.

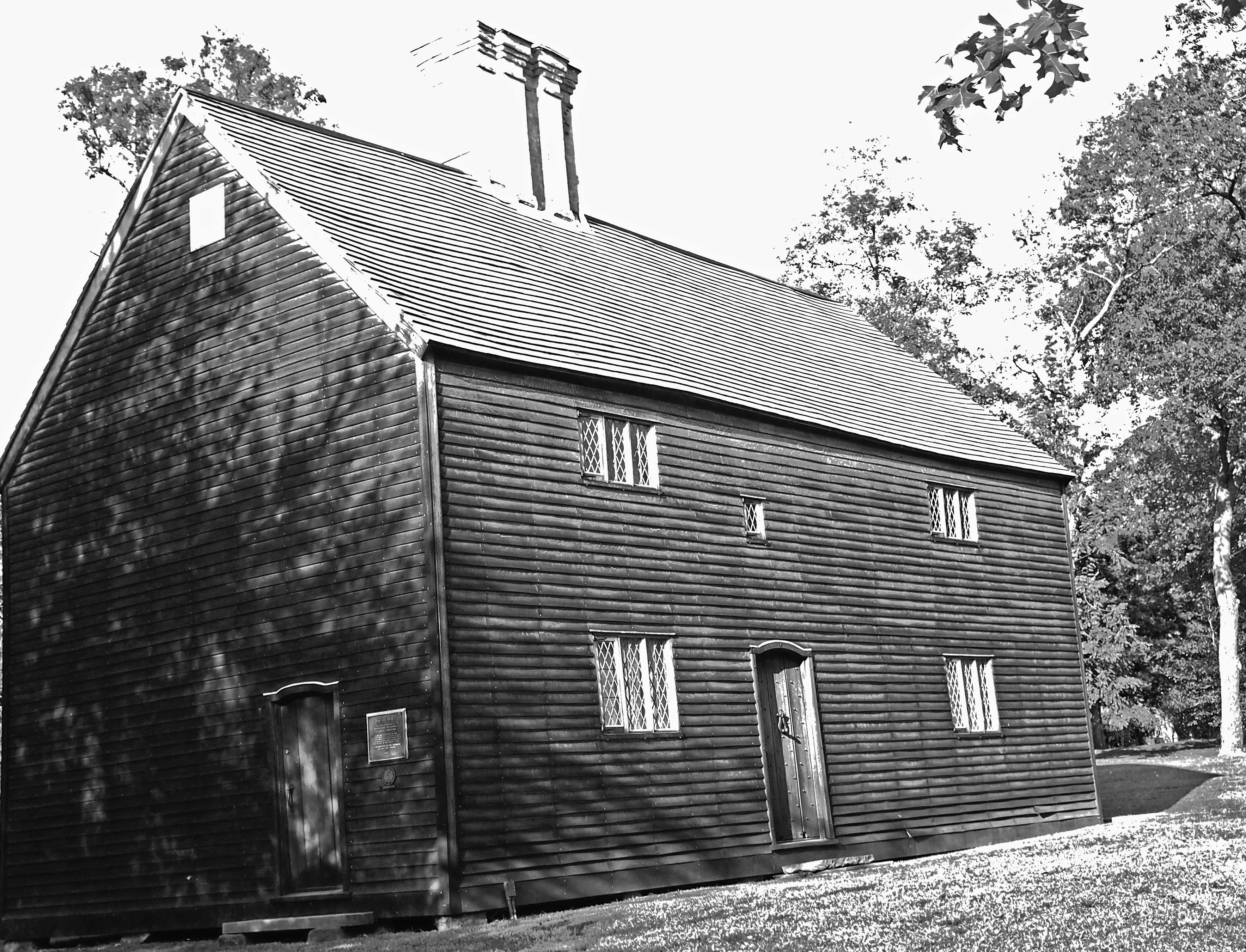
The Old House en 1899

La bâtisse est endommagée par un ouragan en 1938 et est restaurée en 1940 et à nouveau en 1968.
La Old House est déclarée monument historique national (National Historic Landmark) en 1961,.

## Adresse
State Route 25, Cutchogue, Suffolk County, New York.